# Draix
Draix – miejscowość i gmina we Francji, w regionie Prowansja-Alpy-Lazurowe Wybrzeże, w departamencie Alpy Górnej Prowansji.

## Demografia
Według danych na rok 1990 gminę zamieszkiwały 83 osoby, a gęstość zaludnienia wynosiła 4 osoby/km². W styczniu 2015 r. Draix zamieszkiwały 92 osoby, przy gęstości zaludnienia wynoszącej 4,43 osób/km².